# Penthouse
Penthouse es una revista pornográfica fundada por Bob Guccione y publicada por Penthouse Media Group, que en sus primeros años mezclaba artículos sobre un estilo de vida urbano con reportajes fotográficos de pornografía suave y que en los años 1990 acabó transformándose en pornografía dura. A pesar de que Guccione era estadounidense, la revista fue fundada en 1965 en el Reino Unido, aunque pronto empezó a venderse también en los Estados Unidos. En la cima de su éxito, Guccione, quien falleció el 20 de octubre de 2010, fue considerado como uno de los hombres más ricos de los Estados Unidos.

## Características
Durante muchos años la revista Penthouse se encontraba entre Playboy y Hustler en relación con la pornografía. Desde el principio las fotografías mostraban los genitales femeninos y el vello púbico, a pesar de ser considerado obsceno por muchos. También se simulaba sexo, pero no se mostraban genitales masculinos ni penetración, aunque tras varios años podían verse genitales masculinos, incluso en erección. Penthouse también intentó mantener cierto nivel de calidad en sus escritos, aunque por lo general eran de una naturaleza más sexual que los de Playboy.

### Penthouse Pets
Al igual que la revista Playboy tiene a las playmates, las chicas favoritas de la revista, Penthouse describía a sus modelos como Penthouse Pets (traducido del inglés sería mascotas de Penthouse), entre los que podemos destacar a modelos como Silvia Saint, Kyla Cole, Aria Giovanni o la actriz Vanessa Williams, quien apareció en la revista en contra de su voluntad. Había posado para unas fotos años antes, y Penthouse las compró y publicó cuando ella se convirtió en Miss America. A raíz del escándalo, Williams tuvo que renunciar al título de miss.

### Historietas
Las diferentes ediciones de la revista publicaron serie de cómics como Oh, Wicked Wanda! (1973-1980) o Cicca Dum-Dum (1998-2006). Dio lugar incluso a una revista dedicada específicamenta al cómic erótico: "Penthouse Comix".

## Trayectoria editorial

### La controversia con Traci Lords
La revista Penthouse alcanzó su máxima popularidad en septiembre de 1984 cuando publicó un desnudo lésbico de Miss EE. UU. Sin embargo ese caso se hizo aún más polémico por su chica de las páginas centrales, Traci Lords. Lords había posado desnuda para ese número al comienzo de su carrera como actriz porno. Más tarde se descubrió que Lords fue menor de edad durante gran parte de su carrera como estrella del porno, y que tan sólo tenía 15 años cuando posó para Penthouse. Como consecuencia de ese reportaje, es ilegal poseer la revista con las páginas centrales ya que se considera pornografía infantil. Ese ejemplar también incluía una entrevista a John Travolta, un artículo sobre Boy George y un reportaje sobre la actriz porno Hyapatia Lee.

### De pornografía suave a dura
En 1998 la revista Penthouse se encontraba entre la cada vez mayor disponibilidad de pornografía en Internet y la creciente popularidad de revistas masculinas como Maxim, y decidió dar un giro a su formato mostrando imágenes de contenido explícito (como penetraciones orales y vaginales). También empezó a incluir habitualmente fotografías de modelos femeninas orinando, lo que hasta aquel momento se consideraba como un límite entre la obscenidad ilegal y la pornografía legalizada. El nuevo formato acabó provocando un descenso en el número de suscripciones y presencia en los puestos de prensa.
Sin embargo en la edición británica se intentó un enfoque distinto para recuperar las ventas en 1997. Siendo Tom Hilditch el editor la revista fue renombrada como PH.UK y fue relanzada como una revista adulta. Fotógrafos de moda fueron contratados para realizar imaginería que combinase moda y sexo. La revista incluía entrevistas con famosos y trataba el tema de políticas sexuales. El experimento atrajo un gran interés mediático pero no consiguió el objetivo de aumentar las ventas. Se ha sugerido que la suavización de contenidos puede haber reducido las ventas del magazín. PH.UK cerró a finales de 1998.

### Bancarrota
El 12 de agosto de 2003 General Media, la compañía propietaria de la revista, se declara en bancarrota. En octubre de 2003 anuncia que Penthouse será puesta a la venta como parte de sus obligaciones con los inversores y deudores. Sin embargo el 4 de octubre de 2004 General Media abandona la declaratoria de bancarrota y cambia su nombre a Penthouse Media Group. El grupo es propiedad de una promotora inmobiliaria del sur de Florida que suavizó el contenido de la revista a principios de 2005. El 17 de septiembre de 2013 FriendFinder Networks empresa que editaba la publicación para adultos "Penthouse" en ese tiempo se declara en bancarrota ante el Tribunal de Quiebras del Estado de Delaware con el objeto de reestructurar su deuda. La compañía declaró que no obtenía ganancias desde 2006. En febrero de 2016 una empresa dirigida por Kelly Holland toma el control de la compañía que pasa a llamarse Penthouse Global Media. El 11 de enero de 2018 Penthouse Global Media se declara en quiebra en una Corte Federal en California. El 4 de junio de 2018 la compañía Penthouse Global Media fue adquirida en una subasta por la empresa Checa WGCZ Ltda. dueña de sitios populares para adultos como xvideos.com y BangBros.com Los dueños de WGCZ Ltda. acordaron pagar $11.2 millones por los derechos de publicación, transmisión digital y licenciamiento de Penthouse magazine. Los Penthouse Clubs, que operan en nueve ciudades bajo un acuerdo de licencia, se vendieron antes por $ 1.2 millones al grupo que pagaba por la licencia.